# كاو جانج تشوان
كاو جانج تشوان، (بالإنجليزية: Cao Gangchuan). وُلد عام ديسمبر 1936م، قائد عسكري برتبة لواء كان نائب رئيس اللجنة العسكرية المركزية ووزير الدفاع الوطني السابق لجمهورية الصين الشعبية. وكان أيضا عضو مجلس الدولة ومديرا لقسم التسلح العام لجيش التحرير الشعبي.

## سيرة شخصية
في أواخر شهر ديسمبر عام 1996م، عُين اللواء كاو جانج تشوان رئيساً برتبة وزير للجنة العلوم، والتكنولوجيا، وصناعات الدفاع الوطني Commissions of Science, Technology and Industry for National Defense COSTIND، وذلك بعد ترشيحه لهذا المنصب خلال اجتماع عام للبرلمان الصيني. وتعد هذه اللجنة جهازاً تابعاً لجيش التحرير الشعبي الصيني؛ وتشرف على مشاريع تطوير الأسلحة والتكنولوجيا العسكرية في الصين، كما تشرف على صفقات بيع الأسلحة وتصديرها. وقد تأسست هذه اللجنة عام 1982م، من خلال دمج عدد من الأجهزة الحكومية الصينية ذات العلاقة ببرامج الأسلحة في الصين. وهي تخضع لإشراف أعلى جهازين رسميين في جمهورية الصين الشعبية هما: مجلس الدولة The State Council (وهو أعلى جهاز حكومي في البلاد) واللجنة العسكرية المركزية The Central Military Commission (وهو أعلى جهاز قيادي في الجيش). وبموجب تعيينه على رأس هذه اللجنة، أصبح اللواء تشوان عضواً في اللجنة العسكرية المركزية التي يرأسها الزعيم الصيني جيانج زيمن Jiang Zemin عام 1926م.
وقد خلف اللواء تشوان في منصبه هذا اللواء المتقاعد دنج هنج جاو Ding Henggao، عقب سلسلة من المحاولات الفاشلة قامت بها الصين لفرض نفسها في السوق العالمية لإطلاق الأقمار الصناعية.